# I Got a Woman
"I Got a Woman" (originalmente titulada "I've Got a Woman")   es una canción coescrita y grabada por el músico estadounidense Ray Charles. Atlantic Records lanzó la canción como sencillo en diciembre de 1954, con "Come Back Baby" como cara B. Ambas canciones fueron incluidas posteriormente en el álbum de 1957 Ray Charles (posteriormente reeditado como Hallelujah I Love Her So ).

## Origen
La canción se basó en el tema "It Must Be Jesus" de Southern Tones, que Ray Charles estuvo escuchando en la radio mientras giraba con su banda en el verano de 1954, así como en un puente de la canción "Living on Easy Street" de Big Bill Broonzy. Él y un miembro de su banda, el trompetista Renald Richard, escribieron una canción construida a lo largo de un ritmo frenético de góspel con letras seculares y un fondo de rhythm and blues inspirado en el jazz. La canción sería uno de los prototipos de lo que más tarde se denominaría "música soul" después de que Charles lanzara "What'd I Say ", su mayor éxito, casi cinco años después. 

## Grabación y lanzamiento
La canción fue grabada el 18 de noviembre de 1954 en los estudios de la emisora de radio WGST de Atlanta (Georgia). Fue el primer gran éxito de Ray Charles y ascendió rápidamente al número uno de las listas R&B en enero de 1955.  Charles dijo en el programa radiofónico Pop Chronicles que interpretó esta canción durante aproximadamente un año antes de grabarla.  La canción ocupó el puesto número 239 en la lista de las 500 mejores canciones de todos los tiempos según la revista Rolling Stone, una de las cinco canciones de Charles en la lista.  Una versión regrabada por Ray Charles, titulada "I Gotta Woman" para el sello ABC-Paramount alcanzó el puesto número 79 en la lista de éxitos pop Billboard Hot 100 en 1965. 
En 1990, la grabación de 1954 de la canción de Ray Charles en Atlantic Records fue incluida en el Salón de la Fama de los Grammy. 

## Versión de Elvis Presley
Elvis Presley grabó su versión del tema el 10 de enero de 1956, en estudio B de la RCA en Nashville (Tennessee).  El sencillo no entró en las listas, aunque fue un elemento básico en la mayoría de las actuaciones de Presley durante la década de 1950 y cuando regresó a actuar en vivo en 1969 hasta 1977.

## Versión de The Beatles
Los Beatles grabaron dos versiones de la canción para la BBC Radio. La primera versión se grabó el 16 de julio de 1963 en el Paris Theatre de Londres para el programa de radio Pop Go the Beatles. Esta versión se publicó por primera vez en 1994 en el recoplitaorio Live at the BBC.
La segunda versión fue grabada el 31 de marzo de 1964 en el Playhouse Theatre de Londres para el programa de radio <i id="mwVw">Saturday Club</i>. Esta versión se incluyó en el recopilatorio On Air – Live at the BBC Volume 2, publicado en 2013 y es más corta que la versión de Live at the BBC. 

## Otras versiones
Otras versiones que han aparecido en la lista de éxitos Billboard Hot 100 de Estados Unidos son las de Jimmy McGriff, que alcanzó el puesto número 20 y el 5 la lista R&B en 1962, Freddie Scott, número 48 en 1963 y Ricky Nelson número 49 en 1963. 
Johnny Cash y June Carter Cash versionaron la canción en su álbum de duetos Carryin' On With Cash & Carter en 1967. Y nuevamente, en 1968, en el álbum de conciertos de Cash en la prisión, Johnny Cash Live at Folsom Prison.
La banda de rock Dire Straits menciona la canción en el tema "Walk of Life", de su álbum de 1985 Brothers in Arms.
La canción de Kanye West "Gold Digger" contiene samples de "I Got a Woman", una línea en particular se repite a lo largo de la canción en el fondo. Una interpolación de Jamie Foxx, quien interpretó a Charles en la película biográfica Ray de 2004, de "I Got a Woman" sirve como introducción a "Gold Digger".
La banda estadounidense John Mayer Trio versionó la canción en su álbum en vivo de 2005 "Try!". 